# Franz Swoboda

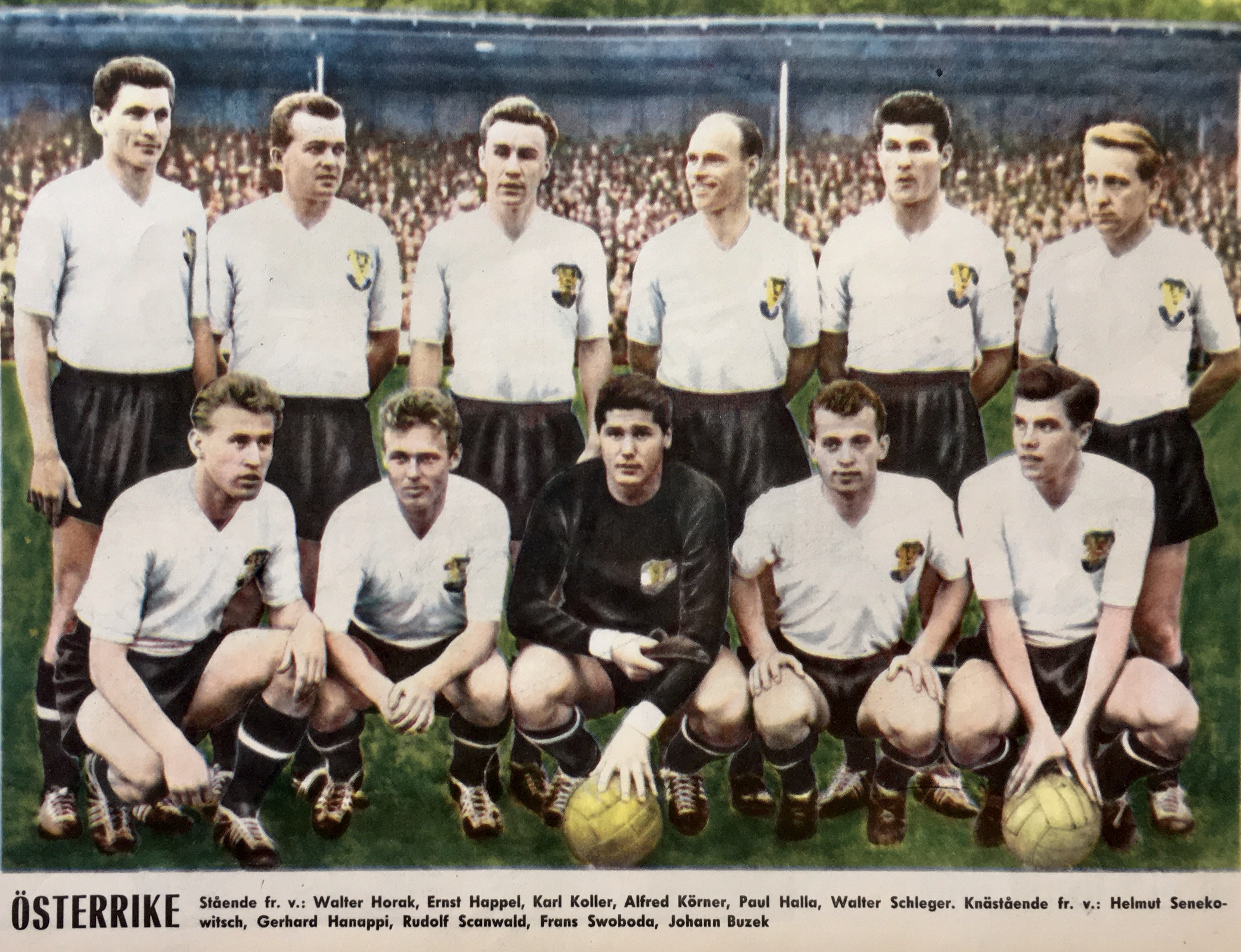
Österreichische Nationalmannschaft, 1958
Stehend v. l.: Walter Horak, Ernst Happel, Karl Koller, Alfred Körner, Paul Halla, Walter Schleger
Hockend v. l.: Helmut Senekowitsch, Gerhard Hanappi, Rudi Szanwald, Franz Swoboda, Hans Buzek

Franz Swoboda (* 15. Februar 1933; † 27. Juli 2017) war ein österreichischer Fußballspieler. Der Verteidiger nahm an der Weltmeisterschaft 1958 in Schweden teil.

## Karriere
Franz Swoboda kam aus dem Nachwuchs der Wiener Austria und spielte erstmals 1950/51 in der A-Liga für den Klub. Da im damaligen Offensivsystem der Violetten die beiden Backpositionen mit Karl Kowanz und Karl Stotz prominent besetzt waren, hatte er jedoch kaum Chancen auf einen Stammplatz. Bei seinem ersten Meistertitel 1952/53 absolvierte er so nur 11 der 26 Meisterschaftsspiele, entsprechend meist als linker Seitenläufer. Erst im WM-System ab 1954/55, bei dem sich Stotz als Stopper zurückzog und Karl Kowanz nach rechts rückte, war Franz Swoboda als linker Verteidiger Stammspieler und erwarb sich bald den Ruf des „besten linken Außendeckers“ Österreichs, wobei er insbesondere durch seine technische Versiertheit und sein Stellungsspiel zu gefallen wusste.
So kam es, dass Franz Swoboda am 16. Oktober 1955 sein Debüt in der österreichischen Nationalmannschaft gegen Ungarn gab und auch hier in der Folgezeit Stammspieler war. Einzig zu den Glanzzeiten des Sport-Clubs konnte ihm Erich Hasenkopf diese Position zeitweilig streitig machen. Größter Erfolg im Nationaldress war die Qualifikation zur Weltmeisterschaft 1958 in Schweden, bei der Österreich aber in der Runde der besten 16 gegen den späteren Sieger Brasilien, den späteren Europameister Sowjetunion sowie England ausschied.
In der Saison 1960/61 war Franz Swoboda an einem Höhepunkt seiner Schaffenszeit angelangt. Mit der Austria wurde er zum zweiten Male – und dies mit einem Rekordvorsprung – Meister, ehe er sich im April 1961 eine schwere Verletzung zuzog. Auch in der Nationalmannschaft der Decker-Ära wusste er vollauf zu überzeugen, seine letzten drei Länderspiele endeten 3:1 gegen die Sowjetunion, 3:0 gegen Spanien und mit einem 2:1-Auswärtssieg bei Italien. Durch seine Verletzung fiel Franz Swoboda allerdings nicht nur aus dem Team, eine missglückte Operation und eine lange Krankheit bedeuteten praktisch das Karriereende. Ein Comebackversuch über zwei Jahre später bei der Austria war nicht von Erfolg gekrönt.
Swoboda starb 2017 mit 84 Jahren, er wurde auf dem Kagraner Friedhof bestattet.

## Erfolge
- 3 × Österreichischer Meister: 1953, 1961, 1963
- 1 × Österreichischer Cupsieger: 1960
- Teilnahme an der Fußball-Weltmeisterschaft 1958: Gruppenphase (die besten 16)
- 23 Länderspiele für die österreichische Fußballnationalmannschaft von 1955 bis 1960[4]